# Pride of Africa

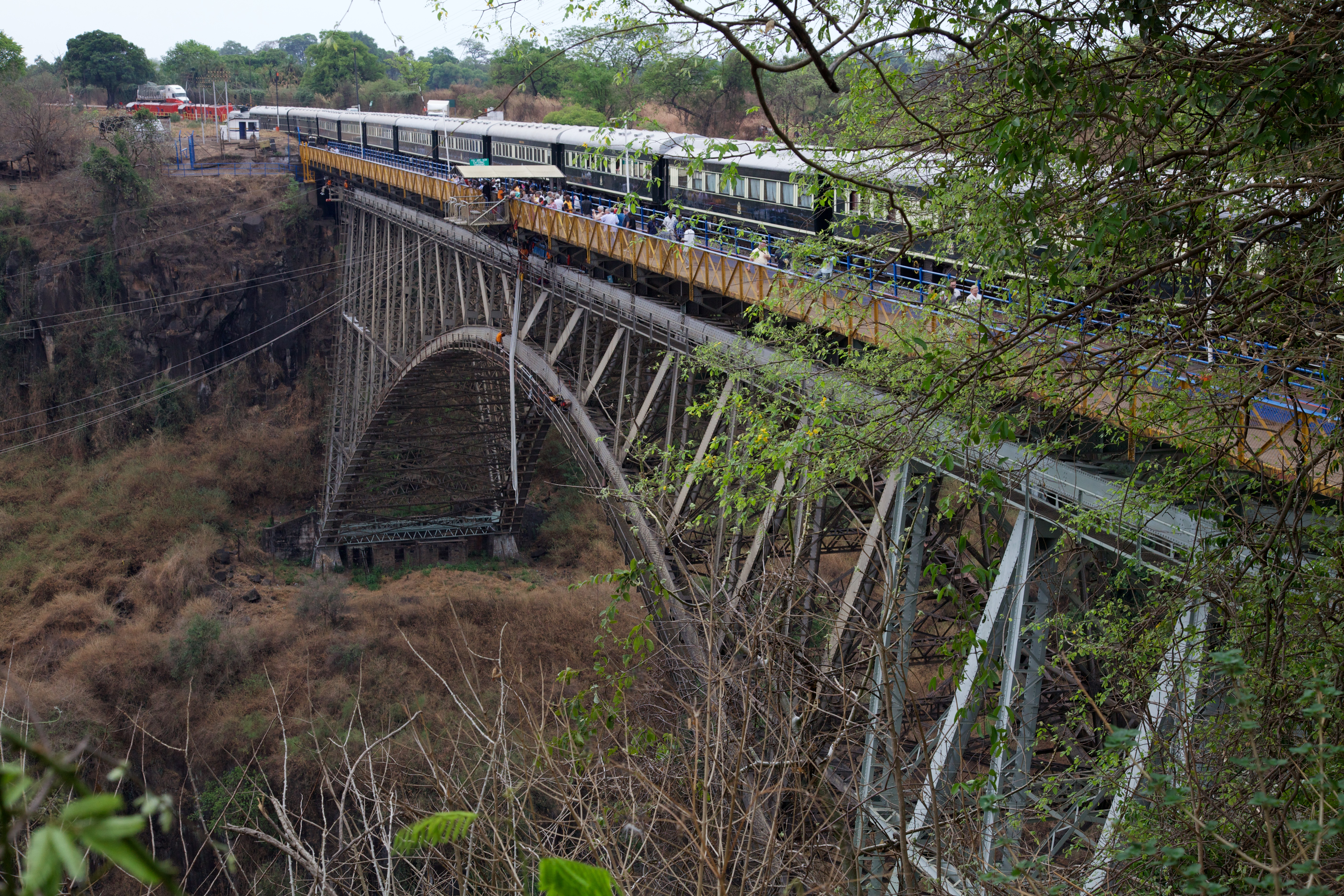
Pride of Africa estacionado en el Puente de las Cataratas Victoria (2012)

El Pride of Africa (en español: Orgullo de África) es un tren de lujo que opera en África austral. Existe desde 1989, recorre más de 6.000 km a través de diez países y es considerado el más lujoso del mundo.

## Historia
Se inauguró en abril de 1989, siendo el único año que el tren permaneció vacío una vez, con la ruta Ciudad del Cabo a Pretoria (ciudades de Sudáfrica). Pero en 1993 se amplió al destino actual Dar es-Salam, atravesando tres países hasta Tanzania y haciéndolo una vez al año.
Alcanzó fama mundial en 1995, cuando se conoció masivamente por el sencillo Pride of Africa del dúo sueco Yaki-Da y fue descubierto por los asistentes a la Copa Mundial de Rugby en Sudáfrica.
En los años 2000 se agregó como salida a Namibia y en 2009 se amplió la frecuencia a tres viajes anuales. El 21 de abril de 2010 el tren comenzó a moverse y descarriló mientras cambiaba de locomotora cerca de Pretoria, tres personas murieron y 15 de los diecinueve vagones fueron destruidos.

### Actualidad
En 2019 se agregó el destino Angola, llegando a ella desde Tanzania, cruzando la República Democrática del Congo y Zambia. Desde entonces el recorrido más extenso posible conecta al Océano Atlántico (subiendo en la ciudad namibia de Swakopmund) con el Océano Índico (bajando en la ciudad tanzana de Dar es-Salam) y regresa al primero en Angola, visitando en total 10 países.

## Experiencia
El tren es operado por la empresa privada sudafricana Rovos Rail, está diseñado como un tren hotel brindando su coche restaurante y ofreciendo camarotes de 11 m² con ducha y suites de 16 m² con bañera. El viaje va realizando paradas en lugares de interés turístico, como las Cataratas Victoria.
Su estilo se basa en el Orient Express de los años 1920 y cuando es posible, el tren usa su locomotora de vapor. Se puede usar ropa informal durante el día, pero se exige traje y vestido para la cena.

### Sudáfrica
El tren realiza un recorrido de sur a norte desde Ciudad del Cabo, con paradas en Matjiesfontein, Kimberley, Pretoria y Hoedspruit, entre otros, y en el cruce por la frontera entre Sudáfrica y Zimbabue en Beitbridge.

### Botsuana
En lugar de pasar por Beitbridge, el tren ocasionalmente atraviesa el territorio de Botsuana en la ruta alternativa a través de Mahikeng y Gaborone y, después de cruzar la frontera en la red de Ferrocarriles Nacionales de Zimbabue, llega a la ciudad de Bulawayo en Zimbabue.

### Zimbabue
Cuando el Pride of Africa no opera a través de Botsuana, viaja de Beitbridge a Bulawayo y de allí a las Cataratas Victoria en la frontera con Zambia.

### Zambia
En Zambia, el tren circula por las vías de Zambia Railways desde la estación fronteriza de Livingstone a través de Lusaka, Kanona, Kundalila Falls, Mpika, Kasama y Nakonde hasta Kapiri Mposhi, donde cambia al Tanzania-Zambia Railway (TAZARA).

### Tanzania
En Tanzania, solo recorre la ruta TAZARA a Dar es Salaam como punto final.

### Namibia
También puede iniciarse el viaje desde Namibia, subiendo/haciendo escala en las ciudades de Swakopmund en la costa atlántica y Tsumeb cerca del Parque nacional Etosha, partiendo hasta Pretoria (Sudáfrica).

## Documentales
Un documental sobre un viaje se emitió por vez primera en 1996, para la serie Eisenbahn-Romantik del canal alemán Südwestrundfunk.
Otro extenso documental en tres partes de 44 minutos cada uno, fue transmitido en 2007 bajo el título Con el tren de lujo por el sur de África.
- Parte 1: de Ciudad del Cabo al Parque nacional Kruger
- Parte 2: del Parque nacional Kruger a las Cataratas Victoria
- Parte 3: de las Cataratas Victoria a Dar es-Salam

También hay una versión abreviada de 90 minutos de este en dos partes, titulada Traumzug durch Afrika.